# Село-при-Костелу
Село-при-Костелу (словен. Selo pri Kostelu) — поселення в общині Костел, регіон Південно-Східна Словенія, Словенія. Висота над рівнем моря: 411,8 м.